# Jelli Magdolna
Jelli Magdolna (Zsámbék, 1948. január 22. – Budapest, 2003. július 23.) fogyatékosügyi aktivista, a Mozgássérült Emberek Önálló Élet Egyesületének alapító elnöke.

## Élete
Négygyermekes, vallásos családban született. Születése után nem sokkal családját osztályidegennek bélyegezték, elvették házukat, földjüket és egy másik család fogadta be őket. Gyermekkorában sokízületi gyulladás következtében gyakorlatilag mozgásképtelenné vált. Írni, olvasni testvéreitől tanult meg, s már ekkor rengeteget olvasott. Leginkább a történelem, irodalom, és a lét nagy kérdései érdekelték. Mivel vidéken ekkor még egy mozgássérült számára megoldhatatlan volt a tanulás, elérte, hogy felkerülhessen Budapestre, a Mozgássérültek Állami Intézetébe (1971), mely aztán több mint 30 éven át otthona lett. Itt fejezte be általános iskolai tanulmányait és tett érettségi vizsgát.
A Nyugaton már az 1980-as évektől egyre inkább terjedő önrendelkező önálló élet (independent living) eszméjének hazai elterjesztőjeként a hazai fogyatékosügy egyik meghatározó alakja lett.
Konferenciákon, előadásokon, a televízióban, rádióban és az írott sajtóban rendületlenül terjesztette azt az alapvető jogot, hogy az önellátásra képtelen mozgássérültek is maguk dönthessenek életvitelükről, a legapróbbtól a legkomolyabb kérdésekig és védelmezte a fogyatékos emberek jogait. 1995 júniusában az intézetben 11 társával létrehozta a Mozgássérült Emberek Önálló Élet Egyesületét, és haláláig ennek keretében folytatta tovább tevékenységét.
Emlékét az egykori intézet, ma Mozgássérült Emberek Rehabilitációs Központja külső falán emléktábla őrzi.

## Díjai
- Pro Caritate díj (2002)
- Zsámbék díszpolgára 2006